# Гомес, Франклин
Франклин Гомес Матос (исп. Franklin Gómez Matos; род. 5 августа 1986, Пуэрто-Плата) — пуэрто-риканский борец вольного стиля, призёр чемпионата мира, победитель Панамериканских игры и Панамериканских чемпионатов, участник трёх Олимпийских игр.

## Карьера
В сентябре 2011 года на чемпионате мира в Стамбуле дошёл до финала, в котором проиграл россиянину Бесику Кудухову. В августе 2012 года на Олимпиаде в Лондоне на стадии квалификации уступил Кудухову, так как Бесик дошёл до финала получил возможность выступать в утешительных поединках, в котором уступил индийцу Йогешвару Дутту и занял 15 место. В августе 2016 года на Олимпиаде в Рио-де-Жанейро на стадии 1/8 финала одолел болгарина Борислава Новачкова, а в 1/4 финала проиграл узбекистанцу Ихтиёру Наврузову и занял 9 место. В марте 2020 года в Панамериканском олимпийском квалификационном турнире в Оттаве стал вторым, что позволило ему завоевать лицензию на участие в Олимпийских играх 2020 в Токио. На Олимпиаде уступил в первом поединке на стадии 1/8 финала Бекзоду Абдурахмонову из Узбекистана (0:10) и выбыл из турнира, заняв последнее 16 место.

## Достижения
- Панамериканский чемпионат по борьбе 2011 — ;
- Чемпионат мира по борьбе 2011 — ;
- Панамериканские игры 2011 — ;
- Олимпийские игры 2012 — 15;
- Панамериканские игры 2015 — ;
- Олимпийские игры 2016 — 9;
- Панамериканский чемпионат по борьбе 2017 — ;
- Панамериканский чемпионат по борьбе 2019 —
- Панамериканские игры 2019 —
- Панамериканский чемпионат по борьбе 2020 —
- Олимпийские игры 2020 — 16;